# Román Torán Albero
Pour les articles homonymes, voir Albero.
Román Torán Albero (né le 8 octobre 1931 à Gijon en Espagne et mort le 1er octobre 2005 à Madrid) est un maître international d'échecs espagnol, deux fois vainqueur du championnat d'Espagne d'échecs, et ancien vice-président de la FIDE.

## Biographie
Au début des années 50, Román Torán Albero fait partie des meilleurs joueurs espagnols. Il remporte le championnat espagnol d'échecs en 1951 et 1953 et rate le titre en 1954, lors du tournoi final, où il se classe deuxième. Román Torán Albero participe à plusieurs reprises au tournoi international d'échecs de Gijon en 1946, 1947, 1948, 1949, 1950, 1951 et gagne en 1954. Il participe à deux reprises à des  zonaux, en 1954 et 1962.

## Parcours lors des olympiades d'échecs
Román Torán Albero joue pour l'Espagne lors des Olympiades d'échecs :
- en 1958, au troisième échiquier lors de la 13e Olympiade d'échecs qui s'est déroulée à Munich, en Allemagne de l'Ouest (4 victoires (+4), 7 matchs nuls (= 7), 4 défaites (-4)),
- en 1960, au troisième échiquier lors de la 14e Olympiade d'échecs qui s'est déroulée à Leipzig, en Allemagne de l'Est (+5, = 7, -2),
- en 1968, au troisième échiquier lors de la 18e Olympiade d'échecs qui s'est déroulée à Lugano, en Suisse (+6, = 8, -1),
- en 1970, au troisième échiquier lors de la 19e Olympiade d'échecs qui s'est déroulée à Siegen, en Allemagne de l'Ouest (+6, = 4, -2),
- en 1972, au quatrième échiquier lors de la 20e Olympiade d'échecs qui s'est déroulée à Skopje, en Yougoslavie (+4, = 8, -3),
- en 1974, deuxième échiquier lors de la 21e Olympiade d'échecs qui s'est déroulée à Nice, en France (+6, = 8, -1).

### Parcours lors du championnat d'Europe d'échecs des nations
Román Torán Albero joue pour l'Espagne lors de plusieurs éditions du championnat d'Europe d'échecs des nations :
- en 1961, au deuxième échiquier lors du 2e Championnat d'Europe d'échecs par équipes à Oberhausen, en Allemagne de l'Ouest (+0, = 2, -7),
- en 1970, au quatrième échiquier lors du 4e Championnat d'Europe d'échecs par équipe à Kapfenberg, en Autriche (+0, = 4, -1).

### Parcours lors du championnat du monde d'échecs étudiant
Román Torán Albero joue pour l'Espagne lors du championnat du monde d'échecs par équipe des étudiants :
- En 1956, au premier échiquier lors du 3e championnat du monde d'échecs par équipes étudiants à Uppsala, en Suède (+1, = 7, -1).

### Palmarès lors de la coupe Clare Benedict
Román Torán Albero participe également neuf fois à la coupe Clare Benedict, en 1958, 1959, 1965, et de 1967 à 1972. En compétition par équipe, il remporte l'or  en 1970, quatre fois l'argent (en 1958, 1959, 1965, 1967) et trois fois le bronze (en 1969, 1971, 1972). En compétition individuelle, il remporte deux médailles d'or, en 1968 et 1972.

## Activités fédérales
Au milieu des années 1970, Román Torán Albero met fin à sa carrière de joueur d'échecs actif et se consacre au journalisme. De 1982 à 1990, il occupe le poste de vice-président de la FIDE pour l'Europe. Il est aussi, entre 1988 et 2000, président de la fédération espagnole des échecs. Il publie des dizaines de livres sur les échecs, est le fondateur des périodiques échiquéens Ajedrez Español et Ocho por ocho, dirige les sections d'échecs des magazines Arriba y Pueblo et Marca. En 1992, il reçoit le titre de membre honoraire de la FIDE.

## Titres internationaux décernés par la FIDE
Román Torán Albero est Maître international en 1954 et arbitre international à partir de 1957.
Il est vice-président de la FIDE de 1982 à 1990.

## Bibliograhie
Román Torán Albero. El genio del ajedrez moderno, Madrid, 1953 ("Le génie des échecs modernes", livre sur le grand maître David Bronstein).